# Walter Piston
 Der er for få eller ingen kildehenvisninger i denne artikel, hvilket er et problem. Du kan hjælpe ved at angive troværdige kilder til de påstande, som fremføres i artiklen.

Walter Hamor Piston Jr. (20. januar 1894 i Rockland, Maine – 12. november 1976 i Belmont, Massachusetts) var en amerikansk komponist og musikteoretiker af italiensk afstamning. Han var desuden en indflydelsesrig professor ved Harvard, der bl.a. har haft flg. prominente studerende Leroy Anderson, Leonard Bernstein og Elliott Carter.
Han har navnlig slået sit navn fast som forfatter til en række lærebøger. Som komponist næsten udelukkende med instrumentalmusik, syv koncerter, otte symfonier og adskillige kammermusikværker. Var dog mest kendt som symfoniker, hvor han fik Pulitzerprisen for sin tredje og syvende symfoni, fra hhv. 1947 og 1960. Hans mest kendte værk menes at være The Incredible Flutist fra 1938.

## Udvalgte værker
- Symfoni nr. 1 (1937) - for orkester
- Symfoni nr. 2 (1943) - for orkester
- Symfoni nr. 3 (1946–1947) - for orkester
- Symfoni nr. 4 (1950) - for orkester
- Symfoni nr. 5 (1954) - for orkester
- Symfoni nr. 6 (1955) - for orkester
- Symfoni nr. 7 (1960) - for orkester
- Symfoni nr. 8 (1965) - for orkester
- Sinfonietta (1941) - for orkester
- "Den utrolige fløjtenist"' (1938) - ballet
- "Serenata" (1956) - for orkester
- Koncert (1934) - for orkester
- "Tre skitser af New England" (1959) - for orkester
- Harpekoncert (1963) - for harpe og orkester
- Fløjtekoncert (1971) - for fløjte og orkester

- om Walter Piston på www.musicweb-international.com Arkiveret 5. september 2019 hos  Wayback Machine